# One Piece (temporada 18)
Aquesta llista inclou la divuitena temporada de la sèrie de televisió d'anime One Piece, produïda per Toei Animation, dirigida per Kōnosuke Uda i basada en el manga homònim d'Eiichirō Oda.
La divuitena temporada es titula Zou (ゾウ編 Zō hen?) I agrupa els episodis del 751 al 782. Després de la sortida de Dressrosa, la tripulació del Barret de Palla va marxar a l'illa, en companyia de Trafalgar Law, Kin'emon, Kanjuro i Bartolomeo amb la seva tripulació, es dirigeixen cap a Zou, per poder reunir-se amb els membres de la tripulació que han deixat Dressrosa a bord. els pirates dels Mil Assolellats i el Cor. Els 32 capítols es van emetre a Fuji TV del 31 de juliol de 2016 al 2 d’abril de 2017.

## Episodis
| # | Títol en català | Data d'estrena al Japó | Data d'estrena a Catalunya |
| --- | --- | ---------------------- | -------------------------- |
| 751 | S'aixeca el teló a una nova aventura - Arribada a l'illa fantasma, Zou! Bōken kaimaku - Maboroshi no shima "Zō" tōchaku! (冒険開幕 幻の島「ゾウ」到着!)             | 31 de juliol de 2016   | -                          |
| (No originari del manga) Bartolomeo explica als homes del vaixell les primeres trobades entre en Ruffy i els seus companys de vaixell, això no passa al manga. dels 7, va aniquilar una altra tripulació un cop aliada de Barbablanca, causant també moltes baixes civils. Mentrestant, en Ruffy i els altres arriben a Zou, una illa situada a la part posterior d'un colossal elefant mil·lenari. | |                        |                            |
| 752 | El nou shichibukai - Apareix el fill del llegendari Barbablanca Shin Shichibukai densetsu - Shirohige no musuko tōjō (新七武海 伝説・白ひげの息子登場)              | 7 d'agost de 2016      | -                          |
| A la seu de l'exèrcit revolucionari, Dragon rep notícies de victòries després de la derrota de Doflamingo i el consegüent final del comerç d'armes, i després ordena reunir els comandants de l'exèrcit revolucionari. Mentrestant, Burgess aconsegueix posar-se en contacte amb els seus companys per demanar-li que el portin a utilitzar la seva targeta Vivre perquè va aconseguir infiltrar-se a Baltigo, la base del Dragon. Mentrestant, Edward Weeble i la seva mare, la senyoreta Bucking, juren venjança contra els antics capitans de la tripulació de Barbablanca mentre suposadament van robar el llegat del llegendari pirata que seria el seu dret, ja que s'autoproclama fill natural i amant de Newgate respectivament; A Buggy, ara al capdavant d'un enorme exèrcit de pirates mercenaris, se li informa que Hajrudin i els seus homes s'han posat al costat de Ruffy. Mentrestant, aquest, els seus companys i Law, saluden a Bartolomeo i comencen a pujar a l'enorme elefant muntat sobre un drac creat per Kanjuro. | |                        |                            |
| 753 | Una mortal pujada a l'elefant! La gran aventura en la part posterior de l'elefant gegant! Kesshi no tozō - Kyozō no se no dai-bōken! (決死の登象 巨象の背の大冒険!) | 21 d'agost de 2016     | -                          |
| Mentre puja, el que sembla un mico cau des de dalt, arrossegant amb Kanjuro i Kin'emon. Els altres, tranquil·litzats pels dos samurais, continuen cap al cim que arriben al capvespre. Mentre en Ruffy corre a la meitat de la ciutat construïda a l'esquena de l'elefant, els altres avancen amb precaució observant la destrossada porta d'entrada i el pas d'alguna cosa enorme al bosc. De sobte, són atacats per un visó de conill que, tanmateix, és immediatament aturat per l'arribada d'un altre visó caní muntat en un cocodril gegant que li diu que han de tenir cura d'un altre intrús. Per sorpresa general, aquest últim visó porta la roba de la Nami. | |                        |                            |
| 754 | Una batalla comença - Ruffy contra la tribu Mink! Sentō kaishi - Rufi tai Minku-zoku! (戦闘開始 ルフィvsミンク族!)                                                  | 28 d'agost de 2016     | -                          |
| Els dos visons mostren a Zoro i als altres el camí per arribar, segons ells, al cadàver del seu company, i després marxen cap al bosc de balenes on en Ruffy xoca amb dos visons guardians. Wanda i Carrot, respectivament el gos de visó i el conill de visó, aconsegueixen aturar la baralla i presentar-se a en Ruffy juntament amb l'arribat Bepo i els pirates Heart. Zoro i els altres, desconfiats de les paraules del visó, entren en una ciutat en ruïnes notant signes d'una batalla recent. Mentrestant, Wanda explica a en Ruffy que qui va devastar la nació del ducat de Mokomo és Jack; quan arriba una erupció de pluja, el visó s'ofereix a portar en Ruffy als seus companys | |                        |                            |
| 755 | Garchu! La tripulació del barret de palla es reuneix Garuchū ! Mugiwara no ichimi sai shūketsu (ガルチュー! 麦わらの一味再集結)                                     | 4 de setembre de 2016  | -                          |
| Sobrevivint a l'erupció de la pluja, en realitat la manera en què es renta el colossal elefant Zunisha, Wanda explica que Jack va ser derrotat aparentment després d'intentar alliberar Doflamingo del seu vaixell presó. En Ruffy, la Wanda i la Carrot són interceptats per Zoro i els altres i arriben al reducte on s'amaguen els altres visons, sent rebuts amb els braços oberts com herois. Sorpresos per l'amabilitat d'una tribu erròniament famosa per ser hostil als humans, també accepten Chopper i Nami: aquesta, però, porta males notícies sobre el destí de Sanji. | |                        |                            |
| 756 | Una batalla comença - Ruffy contra la tribu Mink! Hangeki kaishi! Guruwara no ichimi daikatsuyaku! (反撃開始 ぐるわらの一味大活躍!)                                 | 11 de setembre de 2016 | -                          |
| Brook adverteix als seus companys que no esmentin els samurais ni el poble de Wano amb visons i resulta que quan Wanda va parlar de "cadàver" es referia a ell. Mentrestant, la Nami i el Chopper estan preocupats per Sanji, però en Ruffy i en Zoro sembla que no ho són des que va deixar una carta. Per aclarir, la Nami explica com, fa 11 dies, van escapar del vaixell de Big Mom i van arribar a Zou l'endemà. Mentrestant, arriben les notícies que el Duc Storm Dog, un dels governants de Zou juntament amb Nekomamushi, s'ha despertat del coma en què va caure durant la caiguda de Zou i Chopper corre a visitar-lo. | |                        |                            |
| 757 | Una amenaça que s'acosta - Jack de les pirates de les cent Bèsties! Kyoui shurai - Hyakujuu kaizokudan Jakku! (脅威襲来 百獣海賊団ジャック!)                        | 25 de setembre de 2016 | -                          |
| Quan Law s'uneix a la seva tripulació, Wanda, Ruffy i la resta de la tripulació es dirigeixen cap al duc del gos de la tempesta. De camí, el visó els explica el que va provocar la ruïna al país: unes dues setmanes abans que els pirates dirigits per Jack, la mà dreta de Kaido, envaïssin el país exigint que es lliurés el ninja del país de Wano anomenat Raizo. Davant la resposta dels visons que va negar qualsevol coneixement d'on es trobava, els pirates van atacar i van descobrir que tots els visons, incloses les dones i els nens, són lluitadors hàbils. Mentrestant, en Ruffy, pensant en veu alta, deixa escapar que Kin'emon no trobarà el seu amic a l'illa. | |                        |                            |
| 758 | Rei del dia - Apareix el Duc Inuarashi! Hiru no ō! Inuarashi kōshaku tōjō! (昼の王 イヌアラシ公爵登場!)                                                             | 2 d'octubre de 2016    | -                          |
| La tripulació fa callar en Ruffy i convenç a la Wanda que parlaven d'una altra cosa. El grup arriba de Inuarashi, ferit després de la batalla. Agraeix en Ruffy i la seva tripulació i explica que coneix a Shanks i que després es queda adormit sobtadament a les 18:00. l'altre per manar. Aleshores, Wanda reprèn l'explicació de quan va arribar el duc Storm Storm Dog per enfrontar-se a Jack. | |                        |                            |
| 759 | Rei de la nit - Apareix el cap Cat-escurçó Yoru no ō! Nekomamushi no danna kenzan (夜の王 ネコマムシの旦那見参)                                                     | 11 de setembre de 2016 | -                          |
| Jack va rebutjar la idea d'un acord pacífic proposat per Inuarashi i va esclatar de nou un sagnant enfrontament amb el duc que va aconseguir plantar cara al braç dret de Kaido. A les sis de la tarda, Inuarashi i els mosqueters es van retirar per descansar, deixant que els guardians del bosc acabats de despertar i l'agressiva lluita Nekomamushi, també ajudats pels pirates Heart. | |                        |                            |
| 760 | La destrucció de la capital - Els Pirates de la cella de palla arriben a la terra! Shuto kaimetsu - Guruwara no ichimi jōriku! (首都壊滅 ぐるわらの一味上陸!)       | 16 d'octubre de 2016   | -                          |
| Després de cinc dies de batalla, Jack i el seu equip van utilitzar una arma química creada per Caesar per paralitzar els visons i van començar a torturar-los demanant Raizo una vegada més, però sempre sense rebre respostes. L'endemà, Jack va deixar Zou per rescatar Doflamingo, que va ser arrestat després de ser derrotat per en Ruffy, deixant només uns pocs subalterns per acabar la feina a l'illa. L'endemà, el grup de Sanji va arribar a Zou i la va trobar devastada. Sanji, Chopper i Caesar, van arribar a la ciutat i van trobar entre els molts visons moribunds el visó jaguar Pedro, que els va suplicar que salvessin la vida dels dos reis. | |                        |                            |
| 761 | Carrera contra el temps - El vincle de Mink i la tripulació! Kokugen semaru - Minku-zoku to ichimi no kizuna! (刻限迫る ミンク 族と一味の絆!)                       | 23 d'octubre de 2016   | -                          |
| Es revela que Caesar és el creador del gas letal, de manera que Sanji i Chopper el van obligar a eliminar-lo amb els seus poders. Més tard, amb els homes de Jack fugits, tota la tripulació va treballar per curar les ferides del visó i administrar un antídot creat per Chopper, salvant-los d'una mort segura. Actualment, Wanda condueix en Ruffy i els altres al rei de la nit, el poderós Nekomamushi. | |                        |                            |
| 762 | El vilà torna a casa - L'assassina emperadriu de Big Mama Akudō kikyō yon - Sumeragi Biggu Mamu no shikaku (悪童帰郷 四皇ビッグマムの刺客)                          | 30 d'octubre de 2016   | -                          |
| El vaixell de Big Mom va arribar a Zou dos dies abans que arribés en Ruffy, seguint les indicacions de Pekoms, també un visó. Ell i l'aliat de Big Mom, Capone "Gang" Bege, van desembarcar donant fe del que havia passat els darrers dies. Pekoms, agraït a Sanji i als altres, va dir que n'hi hauria prou amb donar-los Caesar i que marxarien, però Capone, molest, ataca Pekoms. | |                        |                            |
| 763 | La veritat darrere de la desaparició - La invitació impactant a Sanji Shissō no shinjitsu - Sanji kyōgaku no shōtai jō (失踪の真実 サンジ驚愕の招待状)              | 6 de novembre de 2016  | -                          |
| Capone, gràcies als seus poders i múltiples homes, va aconseguir prendre com a ostatges a Nami i Chopper, obligant els altres a rendir-se i a entrar, sempre amb els seus poders, dins del seu cos. Allà va lliurar, per sorpresa de tothom, la invitació de casament entre Sanji i Charlotte Pudding, filla de Big Mom, orquestrada per la mateixa emperadriu i la família de Sanji, els Vinsmoke. Sanji, per descomptat, es va oposar, però Capone i els seus homes el van fer xantatge, obligant-lo a dubtar sobre la seva decisió. | |                        |                            |
| 764 | Al meu grup de vilans - la nota de comiat de Sanji Yarō-domo e - Sanji wakare no okitegami (野郎共へ サンジ別れの置手紙)                                            | 13 de novembre de 2016 | -                          |
| Sanji va escriure una nota i va aconseguir que Nami, Chopper i Brook escapessin del cos de Capone, però va decidir lliurar-se a l'enemic juntament amb Caesar. Unit per Nekomamushi, Capone va fugir emportant-se-les amb ell. Actualment, la tripulació discuteix les accions de Sanji i, tot i que Zoro els recorda que probablement són buscats per Kaido, en Ruffy decideix anar a buscar Sanji. No obstant això, en estar al territori de Big Mom, decideixen infiltrar-se i dirigir-se a Pekoms, que va quedar a l'illa ferida, per trobar la manera de fer-ho. | |                        |                            |
| 765 | Anem a veure el poderós Cat-Viper Nekomamushi no dan'na ni ai ni yukō (ネコマムシの旦那に会いに行こう)                                                              | 20 de novembre de 2016 | -                          |
| (més de la meitat no del manga) La tripulació derrota un eixam de vespes xucladores de sang anomenades Sutchies des d'on són atacades i arriba a Pekoms i Nekomamushi. Aquest últim resulta tan alegre i agraït com els altres visons, mentre que Pekoms revela que el pare de Sanji és el líder de Germa 66, una llegendària i malvada organització d'assassins. | |                        |                            |
| 766 | La decisió d'en Ruffy: crisi per l'abdicació de Sanji! Rufi ketsudan - Sanji dattai no kiki! (ルフィ決断 サンジ脱退の危機！)                                        | 27 de novembre de 2016 | -                          |
| Pekoms explica que Sanji probablement va ser xantat per amenaçar la mort dels seus amics del East Blue o del regne de Kamabakka si no es presentava al casament. En Ruffy decideix anar amb Pekoms per recuperar-lo i explica el seu pla a la Law entrant, als pirates Heart i a la resta de companys. Mentre tothom celebra amb l'arribada de Nekomamushi, Brook, Franky i Robin continuen vigilats a l'entrada de l'illa per evitar que els samurais entrin en contacte amb els visons. No obstant això, els tres es queden adormits, de manera que Kin'emon i Kanjuro els passen, acompanyats del visó mico que es va estavellar amb ells que, sabent que busquen Raizo, fuig preocupat per avisar els altres visons. | |                        |                            |
| 767 | Una situació explosiva: gos, gat i samurai! Isshokusokuhatsu - Inu to Neko to samurai! (一触即発 イヌとネコと侍！)                                                  | 4 de desembre de 2016  | -                          |
| El visó mico alerta tota l'illa de l'arribada de dos samurais. Tant Inuarashi com el poderós Nekomamushi es precipiten a la ciutat juntament amb la població que els busca, però quan es creuen comencen a barallar-se i enfrontar-se. Mentrestant, Kin'emon i Kanjuro es reuneixen amb Momonosuke i arriben a la ciutat, però són detinguts per la tripulació del Barret de Palla. No obstant això, els dos samurais els esquiven i es presenten als visons, afirmant ser servents de la família Kozuki i estar buscant Raizo. Per a l'enorme sorpresa de Ruffy i els seus companys, els visons somriuen i els tranquil·litzen que Raizo es troba a l'illa i bé, afirmant que prefereixen morir que lliurar un company a l'enemic. | |                        |                            |
| 768 | Aquí en teniu el tercer! Aquí arriba el ninja - Raizo de la boira Sannin me! Ninja - Kiri no Raizō tōjō (三人目! 忍者 - 霧の雷ぞう登場)                             | 11 de desembre de 2016 | -                          |
| Es revela que Momonosuke és en realitat el fill d'Oden Kozuki, daimyō de Kuri del país de Wano. Els samurais són els seus servents i fins i tot els dos reis de Zou decideixen fer una treva per servir Momonosuke. Després d'aquestes revelacions, en Ruffy i els altres són conduïts a la part superior de l'arbre de les balenes, on en un passatge amagat troben a Raizo, encadenat i desesperat perquè sap que els visons s'han sacrificat per ell. | |                        |                            |
| 769 | Una pedra vermella! Una guia per al One Piece Akai ishi! Wan Pīsu e no michishirube (赤い石! “ひとつなぎの大秘宝（ワンピース）”への道標)                            | 18 de desembre de 2016 | -                          |
| Mentre Raizo es reuneix amb Momonosuke i el samurai, observant la ruïna en què ha caigut Zou, Robin troba al passatge amagat un Poignee Griffe vermell i desxifrant-lo descobreix que indica coordenades; Inuarashi els revela que hi ha altres tres, anomenats així Road Poignee Griffe: junts indiquen la ruta a seguir per trobar Raftel. | |                        |                            |
| 770 | El secret del país de Wano: el clan Kozuki i el Poignee Griffe Wa no kuni no himitsu - Kōzuki-ke to Pōnegurifu (ワノ国の秘密 光月家と歴史の本文 (ポーネグリフ))     | 25 de desembre de 2016 | -                          |
| Nekomamushi revela que un dels Poignee Griffe vermells està en possessió de Kaido, un altre de Big Mom, mentre que es desconeix la ubicació d'aquest. Kin'emon explica que la família Kozuki ha transmès el mètode de creació Poignee Griffe durant generacions i 800 anys abans els van crear ells mateixos. Tanmateix, Oden va morir abans d'ensenyar la tècnica al seu fill Mononosuke, ja que va ser executat per Kaido i el shogun del país de Wano per negar-se a revelar els secrets que tenia. De fet, entre altres coses, estava amb Gol D. Roger quan va arribar a Raftel. | |                        |                            |
| 771 | Un vot entre dos homes: en Ruffy i en Kozuki Momonosuke Otoko no chikai - Rufi to Kōzuki Momonosuke (男の誓い ルフィと光月モモの助)                                 | 8 de gener de 2017     | -                          |
| Kin'emon explica que ell i els seus companys compleixen l'últim desig del seu senyor Oden: destituir el shogun de Wano i obrir al món el país ara aïllacionista. Per fer-ho, organitzen una revolta, però amb pocs seguidors s'havien dirigit cap a Zou per reunir aliats. Kin'emon també demana a Law i Ruffy que s'uneixin a la causa, però aquest es nega rotundament, creient que és Momonosuke qui ho demana com a líder, que actualment només plora. Aleshores, Momonosuke, retenint les llàgrimes, prega a en Ruffy que s'aliï amb ell i intenti agenollar-se, però en Ruffy l'atura perquè vulgui un apretó de mans. Així es forma l'aliança entre les dues tripulacions pirates, el samurai i el visó. | |                        |                            |
| 772 | Viatge llegendari: gos, gat i rei pirata! Densetsu no kōkai - Inu to Neko to Kaizoku-Ō! (伝説の航海 イヌとネコと海賊王!)                                            | 15 de gener de 2017    | -                          |
| En Ruffy diu que abans d'enfrontar-se a Kaido té la intenció d'anar a la Big Mom per salvar a Sanji i els seus aliats estan d'acord. Mentrestant, Jack i la seva tripulació arriben a prop de Zou i el capità dona ordres de matar l'elefant. Mentrestant, Nekomamushi reconeix el barret d'en Ruffy i explica que ell i Storm Dog estaven a la tripulació d'en Barbablanca com a servents d'Oden, després a Roger quan el seu rei va ser reclutat pel futur rei dels pirates. Davant els dubtes de la Nami, Inuarashi explica que la destinació final a la qual es pot arribar després de Log Pose és el lloc on es descobreix l'existència de Raftel i el camí per arribar-hi seguint el Poignee Griffe, de manera que poden continuar en una ruta. Poc convencional sense dubtar-ho. Nekomamushi explica llavors que té intenció de conèixer Marco, capità de la primera flota de pirates de Barbablanca, per demanar-li ajuda contra Kaido.                                                                                            | |                        |                            |
| 773 | Retorn del malson: l'assalt de l'invulnerable Jack Akumu futatabi - Fujimi no Jakku kyōshū (悪夢再び 不死身のジャック強襲)                                          | 22 de gener de 2017    | -                          |
| Nekomamushi explica que un any abans Marco i la resta de la tripulació de Barbablanca s'havien enfrontat obertament a Barbanegra i la seva tripulació, però van ser derrotats; des de llavors Barbanegra va ser considerat un emperador. L'aliança decideix dividir-se en grups: Nekomamushi anirà a buscar Marco, en Ruffy anirà a salvar Sanji juntament amb Pekoms, Nami, Chopper i Brook; la resta de la tripulació, juntament amb la de Law i els samurais, tornaran a la ciutat de Wano per donar fe de la situació sense deixar d'incògnit. De sobte, el colosal elefant Zunisha comença a inquietar-se furiós, ja que els vaixells de Jack han començat a disparar-lo. En la convulsió general, en Ruffy i en Momonosuke comencen a sentir una veu molt forta que els pregunta què han de fer. | |                        |                            |
| 774 | Zoos Defensive Battle: en Ruffy i la Zunisha! Zō bōeisen - Rufi to Zunīsha! (ゾウ防衛戦 ルフィとズニーシャ！)                                                       | 29 de gener de 2017    | -                          |
| Momonosuke té una visió en què veu que Jack i els seus homes ataquen Zunisha i s'adona que la veu que sent és seva. L'elefant explica que està condemnat a caminar per sempre, però demana que se li permeti lluitar. Impulsat per en Ruffy, Momonosuke crida a la punta de la veu cap a l'elefant per posar-se dret i lluitar i Zunisha colpeja els vaixells de Jack amb una violència extrema, destruint-los a tots d'un cop. Mentrestant, en una altra illa, mentre Kid es troba dins d'una cel·la, Apoo informa a Kaido que s'ha perdut el contacte amb Jack. | |                        |                            |
| 775 | Desa Zunisha: l'operació de rescat del barret de palla! Zunīsha o sukue - Mugiwara resukyū dai-sakusen! (巨象を救え 麦わら救急大作戦！)                             | 5 de febrer de 2017    | -                          |
| (gairebé totalment no manga) Tothom està ocupat vestint la ferida causada pels vaixells de Jack a Zunisha; Malgrat un huracà sobtat, amb l'ajuda de tota la companyia té èxit. Després d'això, en Ruffy recull subministraments per al viatge i recorda que també ha de portar Pekoms amb ell. | |                        |                            |
| 776 | Descend the Elephant - Salpa per la guarigione di Sanji! Wakare no gezō - Sanji dakkan no funade! (別れの下象 サンジ奪還の船出！)                                   | 12 de febrer de 2017   | -                          |
| Momonosuke decideix quedar-se a Zou per intentar tornar a parlar amb Zunisha per preguntar-li sobre el clan Kozuki i Inuarashi es queda amb ell per protegir-lo; En canvi, Pedro rep l'aprovació de Nekomamushi per unir-se al grup d'en Ruffy per mantenir a ratlla a Pekoms. Usopp dona a Nami un nou Clima-tact millorat amb la ciència de Weatheria i Pop Greens. Després de les salutacions, en Ruffy, la Nami, el Chopper, el Brook, el Pedro i el Pekoms marxen al territori de Big Mom per anar a salvar Sanji. Mentrestant, a Alabasta, Vivi es prepara per anar al mar, feliç de poder-ho tornar a fer. | |                        |                            |
| 777 | Cap al somni: la princesa Bibi i la princesa Shirahoshi Reverī e - Oujo Bibi to Shirahoshi Hime (世界会議へ 王女ビビとしらほし姫)                                   | 19 de febrer de 2017   | -                          |
| (gairebé del tot no prové del manga) Vivi deixa Alabasta cap a Marijoa cap a Reverie, recordant com dos anys abans en Ruffy i els altres l'havien ajudat a derrotar Crocodile i portar la pau a Alabasta. El seu pare, encara que malalt, participa en el viatge perquè té intenció de preguntar al govern mundial sobre Poignee Griffe i el passat de la família Nefertari. Mentrestant, a l'illa dels Tritons, Neptú i els germans merfolk intenten convèncer Shirahoshi perquè vagi amb ells a Reverie. Mentrestant, al Thousand Sunny, en Ruffy i els altres descobreixen que Carrot s'ha colat al vaixell. | |                        |                            |
| 778 | Cap a la Reveria - Rebecca i el Regne Sakura Reverī e - Rebekka to Sakura Ōkoku (世界会議へ レベッカとサクラ王国)                                                   | 26 de febrer de 2017   | -                          |
| A l'antic Regne dels Tambors, ara conegut com a Regne de Sakura, el nou rei Dorton es prepara per viatjar al Reverie amb el Doctor Kureha. Mentrestant, Wapol, després de ser derrotat per en Ruffy i perdre el seu regne, va reconstruir la seva fortuna des de zero inventant una lliga anomenada Wapometal i es va convertir en rei del regne del Tambor Negre, ara meditant la venjança contra Dorton. A Dressrosa, mentre Elizabello i Riku discuteixen sobre la Reveria, Rebecca està encantada de formar part de la dama d'honor de Violet. Mentrestant, Sunny en Ruffy té gana i decideix començar a cuinar ell mateix, mentre Pedro llegeix al diari que la base principal de l'exèrcit revolucionari a Baltigo ha estat descoberta i destruïda. | |                        |                            |
| 779 | Torna Kaido - la pitjor generació amenaça! Kaidō futatabi - Kyōi semaru saiaku no sedai! (カイドウ再び 脅威迫る最悪の世代！)                                        | 5 de març de 2017      | -                          |
| Pedro informa a la resta del vaixell de la destrucció de Baltigo pels pirates de Barbanegra, però, tot i el xoc, dedueixen que tant Dragon com Sabo van sobreviure, en cas contrari hauria estat escrit al diari. Mentrestant, l'intent d'en Ruffy de cuinar és desastrós i acaba consumint tots els subministraments d'una setmana sense fer res. A Zou, el Duc Inuarashi s'assabenta que Carrot va embarcar secretament amb en Ruffy, però li preocupa més que els homes de Kaido tinguin una targeta de vivre per arribar-hi. Mentrestant, a les profunditats del mar, Jack continua viu, però no es pot moure a causa del fruit del diable. En un altre lloc, Kaido s'assabenta del fracàs de Jack per salvar Doflamingo i s'enfada, prometent venjança de la pitjor generació, de la qual ja ha derrotat i capturat Eustass Kid. | |                        |                            |
| 780 | Una cara de gana! En Ruffy i els reclutes de la Marina! Harapeko sensen - Rufy to kaigun rūkī (空腹戦線 ルフィと海軍超新星)                                         | 19 de març de 2017     | -                          |
| (no extret del del manga) Esgotats per la fam, en Ruffy i els altres albereixen una illa que descobreixen des de Pekoms com a base de la Marina. Malgrat això, en Ruffy, la Nami, el Chopper i la Carrot es colen a la base per robar subministraments, disfressats amb uniformes robats als infants de marina que van passar a l'aparença de Brook en forma espiritual. Tres prometedors reclutes entrenats per Garp i antics subalterns de l'almirall Aokiji també arriben a la base: Grant, Bonham i Zappa. Aquesta última reconeix a la Nami, però enamorat d'ella, intenta besar-la donant-li la manera de desaparèixer juntament amb Chopper. Mentrestant, els infants de marina inconscients es troben sense els seus uniformes i el vicealmirall Prodi, comandant de la base, reconeix en Ruffy a través de les llimacs, alertant tota la base de la seva presència. | |                        |                            |
| 781 | El trio persistent - la gran recerca dels pirates del barret de palla! Shūnen no san nin – Mugiwara hitoaji dai tsuigeki sen! (執念の３人 麦わら一味大追撃戦！)     | 26 de març de 2017     | -                          |
| (no extret del manga) Grant, Bonham i Zappa intenten aturar en Ruffy i la Carrot, però els dos els aparten fàcilment i es dirigeixen cap al rebost, on es troben amb Nami i Chopper. Un cop agafades les provisions, els quatre s'uneixen de nou pels tres infants de marina, que són derrotats de nou. En Ruffy i els altres arriben a la costa, però el vicealmirall Prodi els espera amb els seus homes per aturar-los. | |                        |                            |
| 782 | El puny del diable - l'enfrontament! Ruffy vs. Grant Akuma no kobushi – Kessen! Rufi VS Guranto (悪魔の拳 決戦！ルフィVSグラント)                                   | 2 d'abril de 2017      | -                          |
| (no extret del manga) En Ruffy i els altres derroten el vicealmirall Prodi i els seus homes. Bonham i Zappa els posen al dia i xoquen amb en Ruffy, però, incapaços d'aguantar-se amb ell. Grant, que havia perdut l'esperança després de ser apallissat, recorda les ensenyances de l'almirall Aokiji i s'enfronta de nou a en Ruffy desencadenant tot el poder del seu monstruós braç esquerre. Tanmateix, fins i tot d'aquesta manera no pot derrotar en Ruffy que se’n va amb els seus companys i el menjar robat; aquest últim, però, ho devora tot en pocs minuts per satisfer tothom. | |                        |                            |

## Personatges
Personatges principals de la temporada 18
- Monkey D. Ruffy
- Roronoa Zoro
- Usopp
- Nico Robin
- Nami
- Tony Tony Chopper
- Franky
- Brook
- Sanji
- Trafalgar Law
- Kin'emon
- Kanjuro
- Raizo
- Momonosuke
- Inuarashi i Nekomamushi
- Pedro
- Capone Bege
- Wanda
- Carrot
- Jack
- Caesar Clown
- Pekoms